# New International Version
New International Version (w skrócie: NIV) – protestancki przekład Pisma Świętego Starego i Nowego Testamentu na język angielski, publikowany przez wydawnictwo Zondervan. Jest to najpopularniejsze w krajach anglojęzycznych współczesne tłumaczenie Biblii.

## Tłumaczenie
Praca nad przekładem NIV rozpoczęła się w 1965 r. pod patronatem Nowojorskiego Towarzystwa Biblijnego. Nowy Testament został wydany w 1973 r., zaś Stary, wraz z całą Biblią ukazał się w 1978 r. W 1984 roku opublikowano edycję poprawioną.
Tłumaczenie Biblii zajęło ponad dziesięć lat, zaś zaangażowanych do pracy nad przekładem było ponad stu uczonych ze Stanów Zjednoczonych, Kanady, Wielkiej Brytanii, Australii, Nowej Zelandii i Republiki Południowej Afryki. Zespół tłumaczy i teologów pracujących nad New International Version wywodził się z ponad dwudziestu różnych denominacji protestanckich, takich jak baptyści, ewangeliczni chrześcijanie, metodyści, luteranie itd.

## Zastosowanie
New International Version stała się najpopularniejszym ze współczesnych anglojęzycznych tłumaczeń Biblii. W skali światowej sprzedanych zostało ponad 215 milionów egzemplarzy. Szczególną popularność zdobyła w kręgach amerykańskich Kościołów ewangelicznych. Przez wielu chrześcijan określana jest jako dobry, współczesny przekład, stanowiący alternatywę dla historycznych tłumaczeń takich, jak Biblia króla Jakuba.

## Charakterystyka
W 1952 r. pojawiło się nowe tłumaczenie Pisma Świętego – Revised Standard Version. Reakcja Kościołów protestanckich była różna. O ile w Kościołach o liberalnej tradycji wiary przyjęło się ono z aprobatą, o tyle liczne środowiska ewangelikalne i fundamentaliści biblijni skrytykowali nowy przekład, prezentujący ich zdaniem humanistyczną i liberalną postawę wobec tekstu biblijnego, co miało przejawiać się w sceptycznym podejściu do dziewiczego narodzenia Chrystusa, a także nie powiązaniu z osobą Jezusa licznych fragmentów Starego Testamentu, które zdaniem ewangelicznych chrześcijan odnoszą się do jego osoby i dzieła. Projekt przetłumaczenia New International Version zakładał stworzenie współczesnego przekładu Biblii, który wykorzystując nowoczesne podejście do tekstu biblijnego, zachowałby jednocześnie tradycyjną teologię ewangelikalną we wszystkich jej punktach.

## Krytyka
W przeciwieństwie jednak do tradycyjnych przekładów opartych na Textus receptus (np. Biblia króla Jakuba, Nowa Biblia króla Jakuba), New International Version bazowała na krytycznych wydaniach tekstu oryginalnego i prezentowała nowoczesne podejście do tekstu biblijnego, co z kolei spotkało się z krytyką ze strony zwolenników ruchu „tylko Król Jakub”. Radykalni uczestnicy tego ruchu określili ten przekład jako New International Perversion. Mimo iż NIV zachowuje typową ewangeliczną teologię, wiele tradycyjnych wyrażeń i sposobów tłumaczenia zastąpionych zostało współczesnymi. W zakresie słownictwa, szczególną krytyką objęto użycie słowa „homoseksualiści”, zamiast tradycyjnego – „mężołożnicy”.
W 1992 ogromną konsternację ewangelikalnych chrześcijan wzbudziła zapowiedź wprowadzenia do NIV języka inkluzywnego (m.in.unikającego sugerowania płci Boga; nie ma też mowy np. o tym, że "jeśli twój brat zgrzeszył" Mt 18,15: jeśli jest brat, to musi być też i siostra – i stąd mamy "jeśli twój brat lub siostra zgrzeszyli idź i ich napomnij". Obecne wydanie NIV (Today's NIV, 2002) operuje już takim właśnie językiem – jednak ze względu na sprzeciw chrześcijan w USA, pod nazwą New International Version w Stanach Zjednoczonych dostępne jest wyłącznie wydanie z 1984.

## Wydania
Wydawana w nowoczesnej, atrakcyjnej formie, New International Version zazwyczaj opatrzona jest wstępem do poszczególnych rozdziałów. Zawiera również wykresy, mapy, ilustracje, przydatne informacje itp. Pokaźny jest również nakład Biblii do studium, których tekst biblijny opiera się na tłumaczeniu NIV. Zawierają one liczne przypisy, ramki i objaśnienia, czyniące tekst biblijny, jak również jego tło bardziej zrozumiałym i przystępnym.